# Remember My Name (album)
Albums de Lil Durk
Signed to the Streets 2
(2014)
Singles
1. Like Me
Sortie : 20 avril 2015
2. What Your Life Like
Sortie : 2 juin 2015

Remember My Name est le premier album studio du rappeur américain Lil Durk, sorti le 2 juin 2015.
L'album s'est classé à la 14e place du Billboard 200 à la semaine de sa sortie.

## Liste des titres
| No  | Titre                                                 | Auteur                                       | Producteur(s)      | Durée |
| --- | ----------------------------------------------------- | -------------------------------------------- | ------------------ | ----- |
| 1.  | 500 Homicides                                         | D. Banks, C. Dumazer                         | C-Sick             | 2:43  |
| 2.  | Amber Alert                                           | D. Banks, L. Wayne                           | Metro Boomin       | 3:03  |
| 3.  | Like Me (featuring Jeremih)                           | D. Banks, J. Felton, A. Hernandez, A. Ritter | Vinylz, Boi-1da    | 3:58  |
| 4.  | Lord Don't Make Me Do It                              | D. Banks, M. Roberts                         | FKi                | 3:49  |
| 5.  | Don't Judge Me (featuring Chris Brown and Tory Lanez) | D. Banks, B. Whitfield, S. George            | B. Wheezy          | 3:09  |
| 6.  | Tryna' Tryna' (featuring Logic)                       | D. Banks, Hall II, L. Buckner                | DJ L               | 3:20  |
| 7.  | Higher                                                | D. Banks, L. Buckner                         | DJ L               | 3:32  |
| 8.  | Resume                                                | D. Banks, T. Pittman                         | Young Chop         | 3:13  |
| 9.  | What Your Life Like                                   | D. Banks, T. Pittman                         | Young Chop         | 3:07  |
| 10. | Why Me                                                | D. Banks, L. Holmes                          | London on da Track | 3:52  |

| Titres bonus Deluxe Edition | Titres bonus Deluxe Edition                | Titres bonus Deluxe Edition                               | Titres bonus Deluxe Edition | Titres bonus Deluxe Edition | Titres bonus Deluxe Edition | Titres bonus Deluxe Edition | Titres bonus Deluxe Edition | Titres bonus Deluxe Edition | Titres bonus Deluxe Edition |
| No                          | Titre                                      | Auteur                                                    | Producteur(s)               | Durée                       |                             |                             |                             |                             |                             |
| --------------------------- | ------------------------------------------ | --------------------------------------------------------- | --------------------------- | --------------------------- | --------------------------- | --------------------------- | --------------------------- | --------------------------- | --------------------------- |
| 11.                         | Ghetto (Grew Up) (featuring Hypno Carlito) | D. Banks, T. Pittman                                      | Young Chop                  | 3:53                        |                             |                             |                             |                             |                             |
| 12.                         | Remember My Name (featuring King Popo)     | D. Banks, L. Buckner, W. Brooks, R. Olowopopo, D. Luckett | DJ L, Brooks Exclusive      | 3:28                        |                             |                             |                             |                             |                             |
| 40:27                       |                                            |                                                           |                             |                             |                             |                             |                             |                             |                             |